# Mieczysław Jagielski

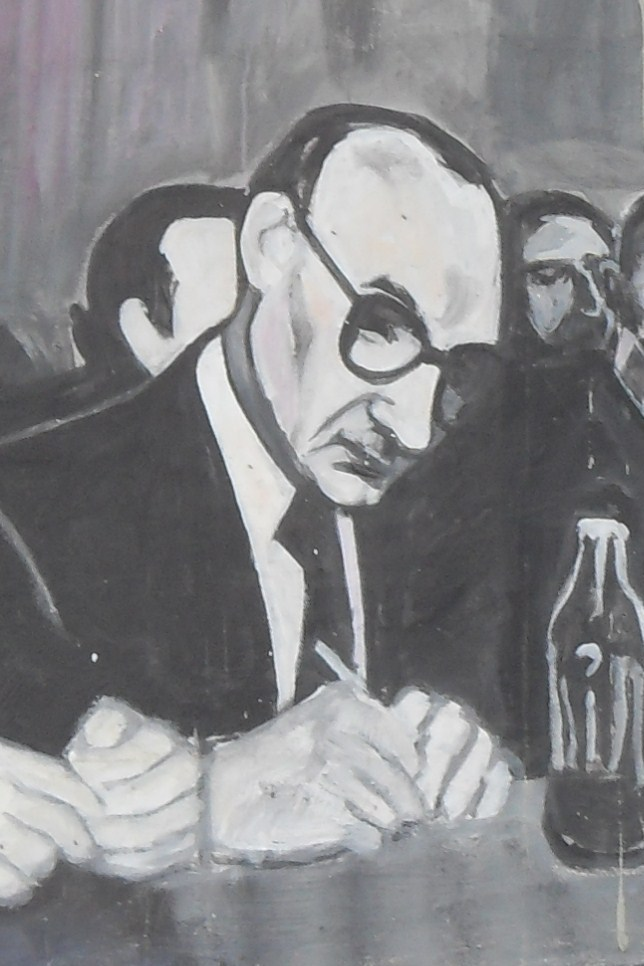
Tekening van Mieczysław Jagielski

Mieczysław Zygmunt Jagielski (1924-1997) was een Poolse communist. Van 1971 tot 1980 was hij lid van het Politbureau. Van 1971 tot 1975 was hij vicepremier.
Jagielski onderhandelde van 24 augustus 1980 tot en met 31 augustus 1980 namens de Poolse regering met de stakers in Gdańsk (de Poolse staking). Hij verving op 23 augustus de regeringsonderhandelaar Pyka daarin. Op 30 augustus wordt een akkoord bereikt tussen de onderhandelaars. Aan de arbeiders wordt het recht toegekend werd om zich vrij en onafhankelijk te organiseren. Hiermee eindigt de staking, de arbeiders gaan op 2 september weer aan het werk.
- Gemeinsame Normdatei: 127010408
- International Standard Name Identifier: 0000 0000 5577 0636
- Library of Congress Control Number: n88092063
- Nederlandse Thesaurus van Auteursnamen: 135518598
- Virtual International Authority File: 37927662
- WorldCat: E39PBJp64jhQXpW9b93HVtRqcP